# Jon Anderson

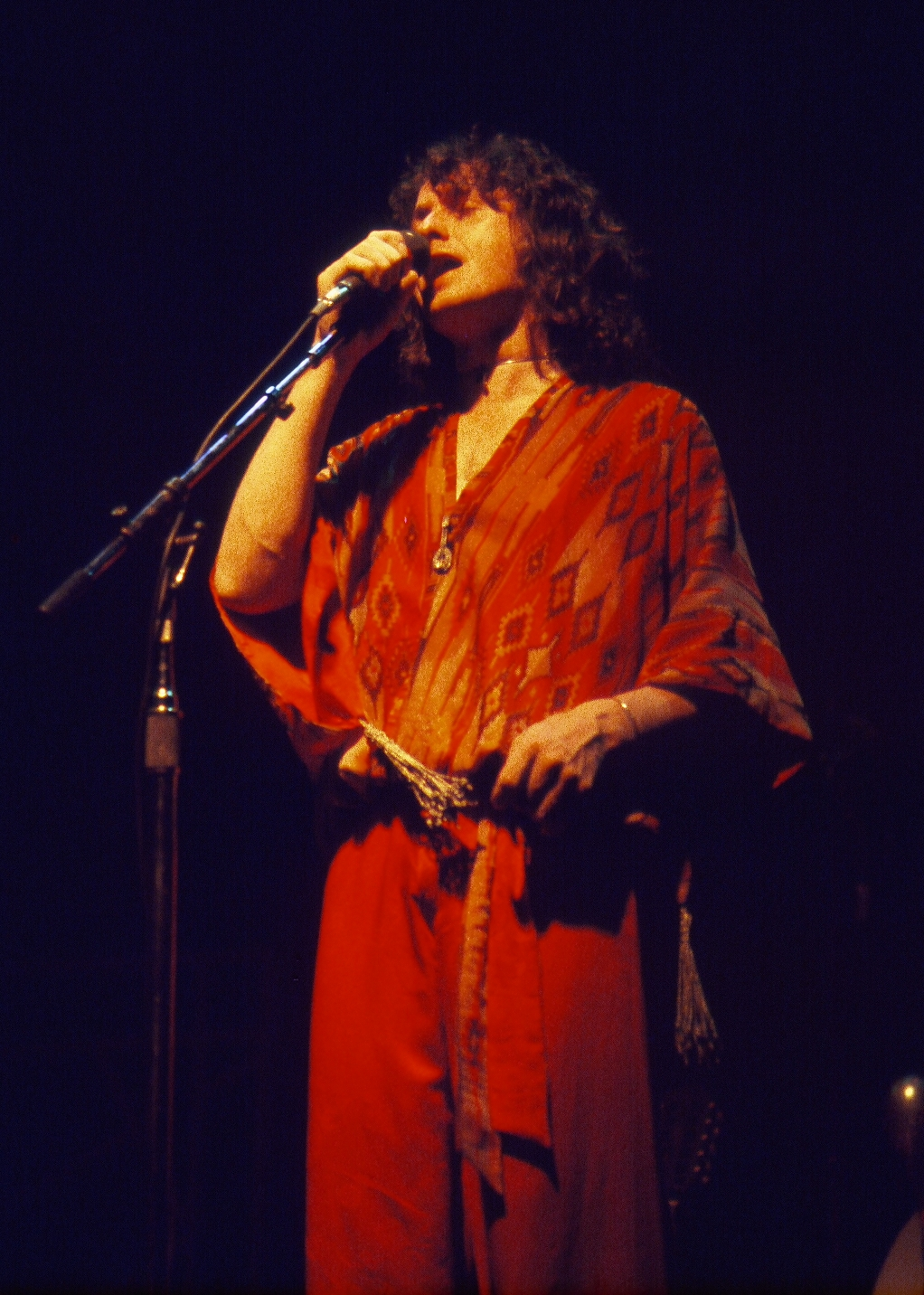
Jon Anderson 1978

Jon Roy Anderson, född 25 oktober 1944 i Accrington, Lancashire, är en brittisk musiker, mest känd som före detta sångare och textförfattare i det brittiska rockbandet Yes i vilket han medverkade från gruppens start till mitten av 2000-talet, med några uppehåll. Anderson har även rönt stor framgång som ena halvan av duon Jon & Vangelis som under 1980- och 1990-talen gav ut flera album, bland annat med låten "I'll Find My Way Home". Anderson har därtill medverkat på en rad andra artisters album som bakgrundssångare, bland annat låtarna "Stop Loving You" av Toto samt "Moonlight Desires" av Lawrence Gowan. 
Jon Anderson har under de senaste åren samarbetat med den svenske gitarristen och kompositören Roine Stolt (the Flower Kings, Transatlantic, Agents of Mercy, Kaipa). Detta har resulterat i ett album som släpptes i juni 2016.
Anderson är känd för sin karakteristiskt ovanligt höga sångröst - han har närmast en altröst, något som ytterst få manliga sångare har.

## Diskografi

### Soloalbum
- Olias of Sunhillow (1976)
- Song of Seven (1980)
- Animation (1982)
- 3 Ships (1985)
- In The City of Angels (1988)
- The Best of South America (1994)
- Deseo (1994)
- Change We Must (1994)
- Angels Embrace (1995)
- Toltec (1996)
- Lost Tapes of Opio (1996)
- The Promise Ring (1997)
- Earth Mother Earth (1997)
- The More You Know (1998)

### Album med Jon &Vangelis
- Short Stories (1980)
- The Friends of Mr. Cairo (1981)
- Private Collection (1983)
- The Very Best of Jon & Vangelis (1984)
- Page of Life (1991)
- Chronicles (1994)